# Marina Sumić
Marina Sumić (Split, 18. kolovoza 1991.) hrvatska je taekwondašica i aktualna svjetska i europska doprvakinja u kategoriji do 62 kg. Članica je zagrebačkog kluba Metalac. Najveći su joj uspjesi karijere zlato na Europskom prvenstvu U-21 u Ukrajini 2010. godine te srebra na Svjetskom prvenstvu 2011. godine u južnokorejskom Gyeongjuu i na Europskom prvenstvu 2012. u Manchesteru.

## Životopis
Marinin otac Stipe je stomatolog i tijekom 1980-ih prvak bivše države u budokaiju, a majka Nada je poduzetnica. Obitelj je u Marininom ranom djetinjstvu iz Brela odselila u Zagreb. Sumić je počela trenirati taekwondo sa šest godina u TKD klubu Metalac u Zagrebu, gdje i danas trenira kod Marka Novaka.
Za crni pojas Marina je položila 2005. godine. Višestruka je državna prvakinja u kadetskoj konkurenciji, a srebrnu je medalju osvojila 2005. na kadetskom prvenstvu Europe. Na Juniorskom prvenstvu svijeta 2006. osvojila je brončanu medalju, a na Juniorskom prvenstvu Europe 2007. bila je srebrna. Prvi međunarodni seniorski nastup Sumić je okrunila pobjedom na Croatia Open 2008., dok je na EP do 21 godine osvojila zlatnu medalju.
Sumić je na Svjetskom prvenstvu u Južnoj Koreji 2011. do finala stigla nakon što joj je Kanađanka Karine Sergerie predala polufinalni meč bez borbe. U finalu je poražena od Tajlanđanke Rangsiye Nisaisom s 1:3.